# Oxira virgata
Oxira virgata är en fjärilsart som beskrevs av Lucas 1959. Oxira virgata ingår i släktet Oxira och familjen nattflyn. Inga underarter finns listade i Catalogue of Life.